# 세계 에스페란토 청년 단체

세계 에스페란토 청년 단체(에스페란토: Tutmonda Esperantista Junulara Organizo 투트몬다 에스페란티스타 유눌라라 오르가니조, 약자 에스페란토: TEJO 테요)는 세계 에스페란토 협회의 청년부이다. 29세 이하의 에스페란티스토로 구성되며, 46개국의 에스페란토 청년 단체로 구성돼 있다.

## 활동
세계 에스페란토 청년 단체는 1938년부터 매년 세계 청년 대회(에스페란토: Internacia Junulara Kongreso, 약자 IJK)를 개최한다. 개최지는 매년 바뀐다. 이 밖에도, 매년 여러 회의 세미나(에스페란토: TEJO-Seminario 테요-세미나리오)를 개최한다.
또한, 세계 각국에서 다른 에스페란티스토들을 자신의 집에 묵을 수 있게 하는, 카우치 서핑과 유사한 시스템인 파스포르타 세르보(에스페란토: Pasporta Servo)를 운영한다.
세계 에스페란토 청년 단체의 간행물로는 《접촉》(에스페란토: Kontakto 콘탁토)과 《전세계의 TEJO》(에스페란토: TEJO Tutmonde), 또 온라인으로 출판되는 《TEJO 뉴스》(에스페란토: TEJO-aktuale)가 있다.

## 역사
1938년 네덜란드 흐루트(네덜란드어: Groet)에서 엘리사버트 판 페이넨달(네덜란드어: Elisabeth van Veenendaal)과 남편이 창시하였다. 1956년 세계 에스페란토 대회의 청년부가 되었다.